# Blanda
Blanda é um rio na localizado na Islândia, sendo um dos mais longos do país, com o comprimento de 125 km